# Engin de siège dans l'Antiquité romaine
Les engins de siège  des armées romaines étaient, pour la plupart, dérivés des techniques de siège grecques. Relativement peu d’efforts ont été accomplis pour faire évoluer la technologie, mais les Romains ont  développé sans relâche un style agressif de guerre de siège. Jules César  apporta beaucoup de soins à intégrer les progrès des engins de siège  et entreprit d'organiser leur utilisation pour une efficacité optimale sur le champ de bataille. 

Baliste

## Corps de génie militaire
Pour faciliter cette organisation et favoriser l'autosuffisance de l'armée, un corps de génie militaire a été développé. Un grade d'ingénieur, ou praefectus fabrum, a été institué dans les armées de la république romaine, mais ce poste n'est pas retrouvé dans tous les livres de comptes et il pouvait parfois correspondre tout simplement au conseiller militaire de l’officier du grade le plus élevéIl existait des architectes de légion (dont le rang demeure inconnu) qui étaient responsables de la construction de machines de guerre et qui s’assuraient également sur le terrain que toutes les machines d'artillerie étaient en état de fonctionnement. Le travail des libratores, était de veiller au bon fonctionnement des machines construites pour lancer des flèches et (occasionnellement) d’autres projectiles au cours de la bataille (Le Bohec 1994: 52). Le corps du génie était chargé de la production à grande échelle de l’artillerie  et du matériel de siège, souvent préfabriqué, afin de faciliter son transport.Ces machines étaient généralement construite en chêne massif.

## Artillerie
Au cours d'un siège les Romains attaquaient le point le plus faible des défenses de l'ennemi et tentaient d’ouvrir une brèche dans les murs à cet endroit précis. Pour soutenir cet effort, on commençait par des tirs d'artillerie, avec trois objectifs principaux: causer des dommages aux défenses, faire des victimes dans les rangs de l'armée adverse, et atteindre le moral des troupes. Ces tirs permettaient aussi de couvrir les troupes pendant la construction des rampes de siège ou l’approche des tours de siège. Il existait des machines appelées Tormenta, qui lançaient des projectiles (parfois incendiaires) tels que des javelots, des flèches, des pierres ou des billes de bois. Ces engins étaient installés sur des plates-formes munies de roues, capables de suivre l'avancée des lignes. Toutes ces machines « fonctionnaient sur le même principe de physique : un levier était inséré dans un faisceau de crins et on tordait les fibres pour accroître la force de torsion, et lorsque le bras était lâché, une quantité considérable d'énergie était libérée ». Il a été dit plus tard que la torsion de tendons, et non plus de crins, permettait d’obtenir un « ressort » plus puissant. Ces armes nécessitaient beaucoup d'entretien et étaient sensibles à l’humidité à cause du cuir, des tendons, des tresses de chanvre, qui risquaient de se détendre et de perdre une partie de leur tension, ce qui rendait l’engin inutilisable.
Il est assez difficile de définir clairement et de décrire l’artillerie romaine, car les noms sont faciles à confondre et les historiens ne sont pas toujours d'accord sur les définitions. Les engins les plus connus sont sans doute la baliste, l’onagre, et le scorpion.

### Les balistes

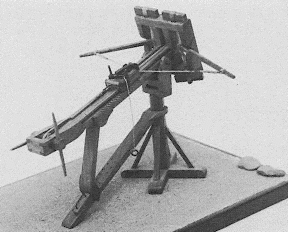
Une baliste romaine.

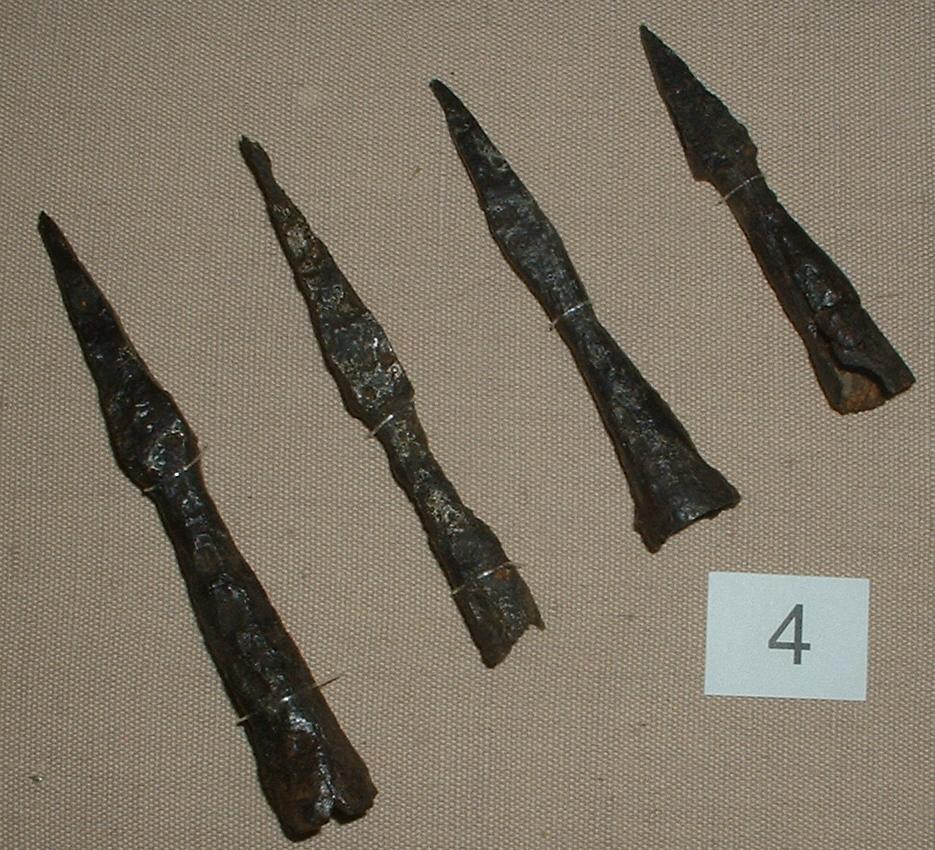
Pointes de flèches de baliste.

Après l'absorption des anciennes Cités-États grecques par les romains en 146 av. J.-C., la technologie grecque la plus avancée a commencé à se répandre dans de nombreuses régions sous influence romaine. Ce fut le cas notamment des progrès militaires très significatifs réalisés par les Grecs (notamment par Denys de Syracuse), ainsi que toutes les avancées scientifiques, mathématiques, politiques et artistiques.
Les Romains ont « hérité » de la baliste à  ressort de torsion qui s’est ensuite répandue dans plusieurs villes autour de la Méditerranée, devenues romaines au titre de butin de guerre, comme c’est le cas de la ville de Pergame qui a été décrite comme un « trophée » d’armes posées sur une balustrade.
La baliste à torsion, développée par Alexandre, était une arme beaucoup plus complexe que les précédentes et les Romains l’ont développée encore davantage.
Vitruve, dans le Livre X de son De Architectura, décrit la construction et le réglage des balistes.
Chaque centurie de l'armée romaine (groupe comprenant 60 à 100 hommes) était équipée d’une baliste depuis le Ier siècle apr. J.-C.. Il existait un grade de chef de baliste, sous les ordres duquel étaient placés des experts en artillerie, ou Doctores ballistarum et, enfin, les artilleurs, ou ballistarii. Les Ballistae étaient des armes tirant des projectiles lourds et capables de lancer d’énormes pierres à grande distance pour endommager les remparts. Elles ressemblaient à de grandes arbalètes, plutôt qu’à des catapultes. Elles étaient actionnées par deux bras horizontaux, insérés dans deux "écheveaux" verticaux de fibres formant ressort contenues dans une structure rectangulaire, constituant la tête ou la partie principale de l'arme. Les bras étaient tirées vers l'arrière au moyen d’un treuil agissant sur un levier pour tordre davantage les écheveaux et donc augmenter la force de torsion suffisamment pour envoyer un projectile. On disait que le vrombissement d’une baliste tirant des pierres frappait de stupeur et suscitait l'effroi dans le cœur des ennemis réfugiés à l'intérieur des murs des cités assiégées. Les pierres choisies pour servir de projectiles afin d’alimenter la baliste devaient être d’un type particulier. Selon Végèce les pierres de rivière étaient les meilleures car elles étaient rondes, lisses et de forte densité. Les pierres de balistes trouvées sur le site de Massada avaient été taillées pour les rendre aussi rondes que possible.

#### Premières balistes romaines

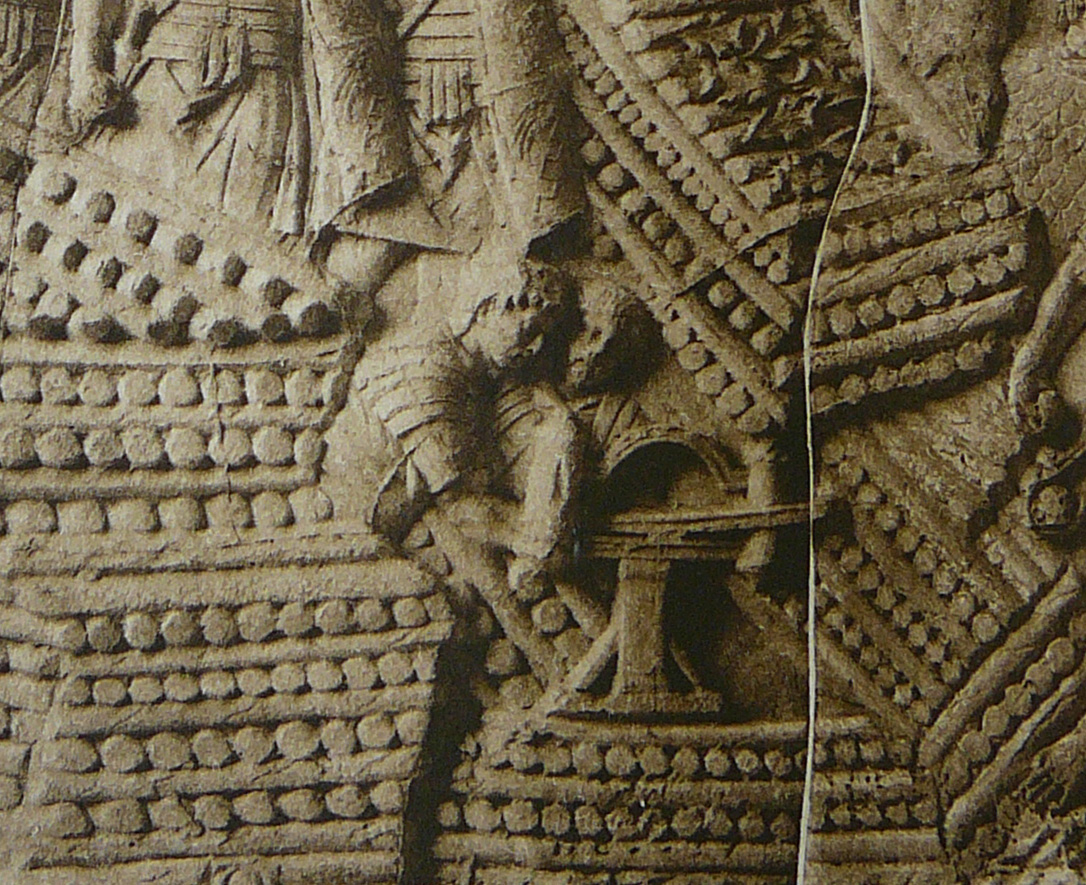
Nid de catapultes romaines, sur la Colonne Trajane.

Les premières balistes romaines étaient fabriquées avec des pièces de bois assemblées à l'aide de plaques de fer fixées autour du châssis et des clous en fer plantés dans l’affût. Le support principal  présentait un coulisseau à son sommet, sur lequel étaient chargés les carreaux ou les pierres « tirées ». Attachée à l'arrière se trouvait une paire de « treuils » et une « griffe », qui servait de  cliquet,  pour ramener la corde de l’arc en position de tir. Le coulisseau passait à travers le châssis de l'arme, dans lequel se trouvaient les ressorts de torsion (corde en tendons d’animaux), qui étaient tordus autour du bras de l’arc, lequel à son tour était relié à la corde de l’arc.
En tirant la corde en arrière avec les treuils on accroissait la torsion des ressorts déjà tendus, stockant une certaine quantité d'énergie pour le tir des projectiles.
La baliste était une arme très précise (on cite un grand nombre d’exemples de soldats isolés fauchés par les servants d’une baliste), mais certains aspects de sa conception risquaient de compromettre sa précision en fonction de la portée. La portée maximale était de plus de 500 m mais la portée efficace contre de nombreuses cibles au combat était beaucoup plus faible. Les carreaux de baliste relativement légers n'avaient pas la même puissance que les pierres catapultées plus tard par les onagres, les trébuchets, ou les mangonneaux qui pouvaient atteindre le poids de  200 à 300 livres (90-135 kg).
Les Romains ont continué à perfectionner la baliste ; cette arme est devenue très prisée et appréciée dans l'armée romaine
Elle a été utilisée, juste avant le début de l'Empire, par Jules César lors de la conquête de la Gaule et pendant ses deux campagnes en Grande-Bretagne. Les deux tentatives d'invasion de la Grande-Bretagne et le Siège d'Alésia sont décrites dans ses commentaires (journal), la Guerre des Gaules  ( De Bello Gallico ).
Elle a également été utilisée par les romains au siège de Massada.

#### Première invasion de la Bretagne
La première invasion de la Grande-Bretagne a eu lieu en 55 av. J.-C., après une conquête rapide et couronnée de succès de la Gaule, en partie pour explorer les terres situées au-delà de la mer, et plus concrètement pour tenter de mettre un terme à l'envoi de renforts par les bretons insulaires pour lutter contre les Romains en Gaule.
Quatre-vingts navires de transports au total transportant deux légions ont tenté d'aborder sur le littoral britannique (les dix-huit bateaux transportant la cavalerie d’accompagnement ont été déviés par le vent sur une autre route), pour être repoussés par les nombreux guerriers britanniques rassemblés le long du rivage. Les navires devaient décharger leurs troupes sur la plage qui était la seule zone de débarquement possible sur de nombreux miles mais les rangs serrés des britanniques massés avec des chars et des javelots rendaient l’opération impossible.

« Voyant cela, César ordonna aux navires de guerre – qui  étaient plus rapides et plus faciles à manœuvrer que les navires de transport, et de nature à impressionner les indigènes qui ne connaissaient pas leur apparence – de s’éloigner à courte distance des autres, puis de foncer à force de rames pour débarquer sur le flanc droit de l'ennemi, dans une position où les frondes, les arcs et l'artillerie pouvaient être utilisés par les hommes rassemblés sur le pont des navires pour repousser l’ennemi. Cette manœuvre a été couronnée de succès. 
 Effrayés par la forme étrange des navires de guerre, le mouvement des rames, et les machines inconnues, les indigènes on fait halte puis se sont légèrement retirés. »

— César, La guerre des Gaules, p. 99

#### Siège d’Alésia
En Gaule, la forteresse d’Alésia assiégée en 52 av. J.-C. était presque entièrement entourée d’une tranchée longue de quatorze miles (21 km) remplie d’eau provenant d’une rivière locale détournée, puis d’une autre tranchée, puis encore d’une palissade en bois et de tours, puis enfin de l'armée romaine assiégeante, retranchée derrière une autre série de palissades et de tranchées pour se protéger contre les renforts gaulois. Comme cela était la règle et conformément aux techniques de siège de l'époque, de petites balistes ont été mises en batterie dans les tours avec des tireurs d'élite et des troupes armées soit d’arcs soit de frondes.

### L’Onagre

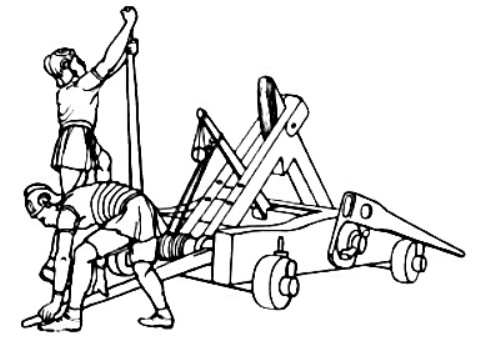
Croquis de Diels représentant un onagre, construit selon la technologie antique.

L’onagre était un engin de siège  de la période  romaine post-classique qui tirait son nom de l'analogie de son mouvement avec celui de la ruade d'un onagre, sorte d'âne sauvage. Il s'agit d'une sorte de catapulte romaine qui utilise la force de torsion, provenant généralement d’une corde torsadée, pour stocker l'énergie nécessaire au tir.
L’onagre était constitué d'un grand châssis posé sur le sol avec une partie avant terminée par un bâti vertical formé de solides poutres en bois fixé de manière rigide, par l’intermédiaire du châssis vertical à un essieu, comportant un seul axe. À l'extrémité de l’axe était fixée une fronde utilisée pour lancer un projectile.
En action, l’axe, ou le bras, était tendu vers le bas, par un treuil, contre la tension des cordes tordues ou d’autres ressorts, puis soudainement libéré. Comme la fronde chargée d’un poids subissait une accélération vers l'extérieur sous l’effet de la force centrifuge, une de ses extrémités se détachait, comme pour une fronde, et le projectile était projeté en avant. Le bras sera ensuite arrêté par une poutre matelassée, d'où il pourra à nouveau être treuillé vers l’arrière.
Les onagres de l'Empire romain ont été principalement utilisés pour le siège des forts ou des cités. Ils étaient souvent chargés de pierres ou de rochers énormes qui pouvaient être recouverts d'une substance combustible pour mettre le feu.
Au Moyen Âge (le fait est rapporté à partir de 1200 environ) on a utilisé une version moins puissante de l'onagre qui recevait le projectile dans une sorte de cuillère géante, et non plus dans une fronde. De cette façon, de nombreux projectiles de petites dimension pouvaient être tirés, ce qui n’était pas le cas pour la version de plus grande taille. Cet engin est parfois appelé mangonneau , bien que ce nom ait été utilisé pour différentes formes de machines de siège.

### Scorpion

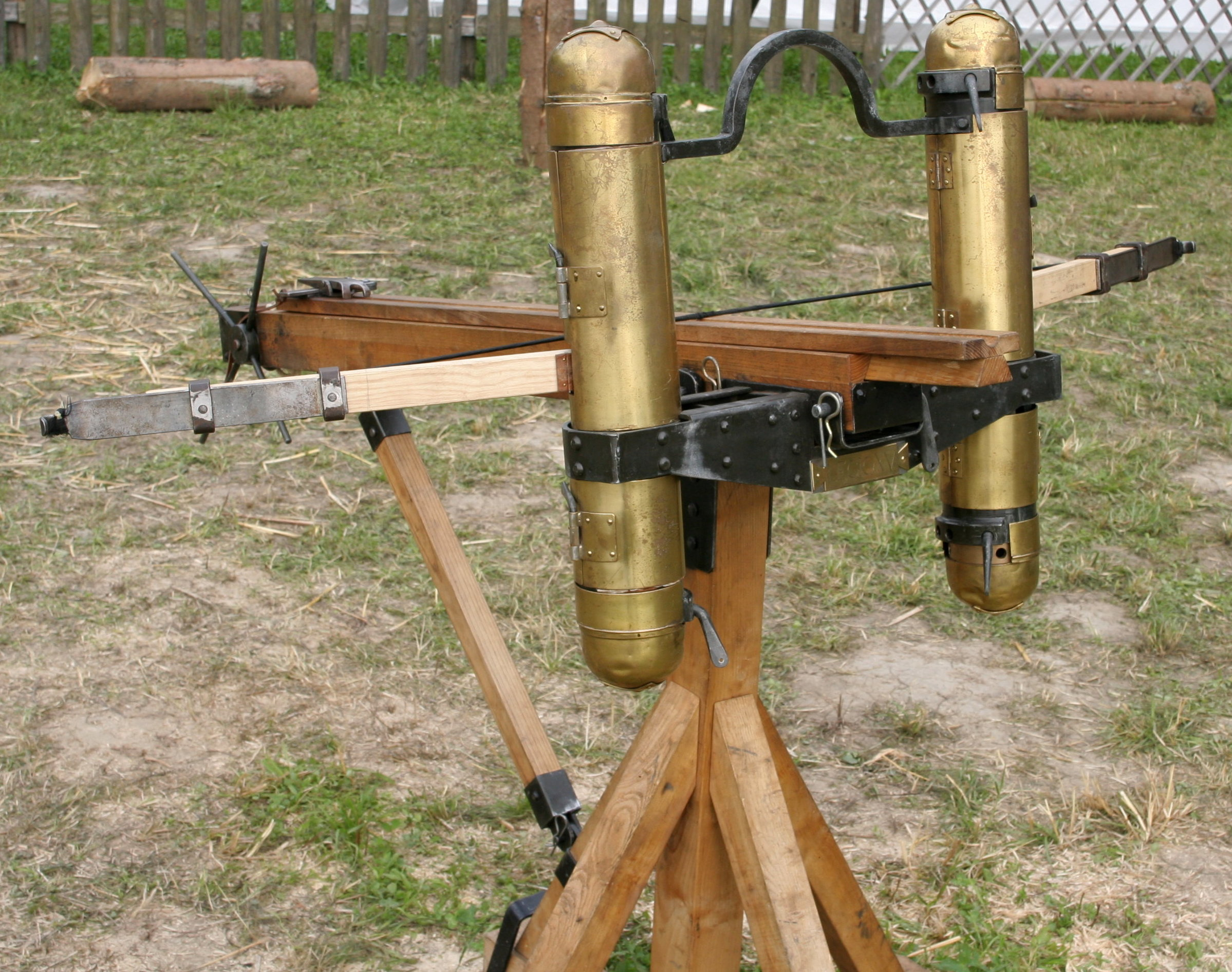
Reconstitution moderne d’un scorpion

Le scorpion est un engin semblable à une arbalète, capable de tirer de petites flèches avec précision mortelleutilisé à la fois sur le champ de bataille et au cours des sièges. Il était nommé ainsi à cause de ses flèches meurtrières, capables de percer des armures et de sa facilité d’utilisation puisqu’il pouvait être manœuvré par un ou deux hommes seulement. Les scorpions étaient destinés à blesser et à  tuer les soldats ennemis, plutôt qu’à abattre les fortifications. En raison de leur petite taille, ils étaient montés sur des tours de siège. Pendant le siège d’Amida, un tir de scorpion a tué le fils de Grumbate, roi de Chionitae, alors qu'il approchait de la cité pour se rendre.
Des recherches ont été faites sur un scorpion à chargement automatique, le scorpion automatique ou polybolos. Des légionnaires  postés en permanence des deux côtés actionnaient des manivelles qui faisaient tourner une chaîne qui entraînait différents mécanismes pour charger la catapulte et déclencher le tir. Tout cela était nécessaire pour qu’un autre soldat assure l'alimentation avec plusieurs flèches.
À noter que les informations ci-dessus ont été remises en question. Selon certaines sources, le scorpion était le surnom d’une catapulte particulière, le mangonneau qui est, pour l’essentiel identique à l'onagre. Il était nommé ainsi en raison de son bras levé à la verticale, comme le dard d'un scorpion.

## La destruction des murs
Un lingot d’or ou une couronne d'or, appelée corona muralis était attribuée au premier homme qui s’emparait des murs d'une cité ennemie. Tite-Live rapporte qu’en 210 av. J.-C., au moment de la chute de Carthage, cet honneur a été revendiqué par un légionnaire, un centurion, et par un marin. Afin d'éviter une mutinerie, qui pouvait résulter d’un différend féroce entre les légionnaires et les marins, les deux hommes ont finalement obtenu chacun une couronne.

### Les béliers
Les béliers romains étaient une arme efficace pour abattre les murs ennemis, ainsi que pour saper leur moral. En droit romain, un défenseur qui se rendait avant que le premier coup de bélier ait touché les murs était déchu de tous ses droits . Au moment où ils entendaient le bélier frapper le mur, ceux qui étaient à l'intérieur de la ville savaient que le siège avait commencé et il n'y avait pas de retour en arrière possible.
Flavius Josèphe  décrit ainsi le bélier utilisé à Jotapata :
Il s'agit d'une immense poutre, semblable à un mât de navire, avec une extrémité recouverte de fer prenant la forme d'une tête de bélier, d'où son nom. Il est suspendu à une autre poutre comme un bras maintenu en équilibre par des câbles attachés autour du tronc, et supporté à ses deux extrémités par des poteaux enfoncés dans le sol. Il est tiré en arrière par un grand nombre d'hommes qui ensuite le projettent en avant de toutes leurs forces en conjuguant leurs efforts afin qu'il percute le mur avec sa tête de fer. Il n’existe pas de tour assez solide, ni de mur suffisamment épais pour résister à des coups répétés de cette sorte, et beaucoup ne résistent pas au premier choc.
Vitruve  dans le livre X de De Architectura  décrit la construction et l’utilisation d’un bélier.
Pour sa protection, le bélier était suspendu dans un abri mobile appelée tortue, ou testudo. Selon Végèce, on lui avait donné ce nom parce que le bélier, en se balançant sortait de l'abri comme une tête de tortue sort de sa coquille. Ces abris fournissaient aux hommes qui s’y abritaient, une protection contre les flèches et les engins incendiaires. Ils étaient construits à partir d'un solide châssis de bois renforcé de planches et de claies d'osier sur les côtés. L'ensemble de l’abri était alors recouvert d'un matériau résistant au feu, tels que des peaux non tannées.Selon Apollodore d'Athènes, l’abri devait être fixé au sol, lorsque le bélier était utilisé, à la fois pour éviter les dérapages et pour réduire les tensions sur les essieux résultant du poids de l'appareil en mouvement. Cela permettait également d'augmenter la force de l'impact sur les murs

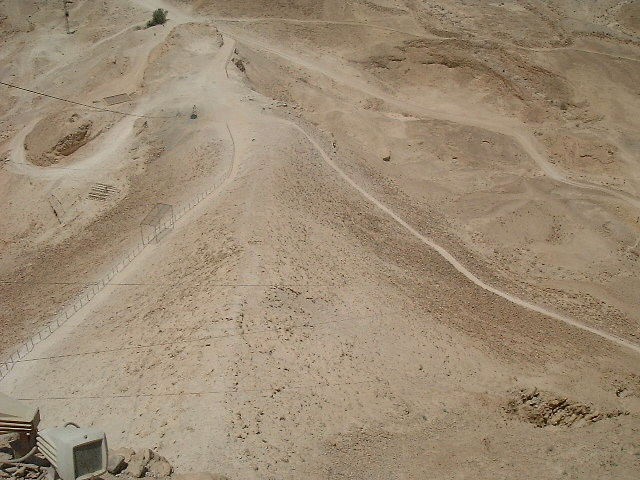
Les vestiges de la rampe de siège romaine à Massada.

### Tours de siège

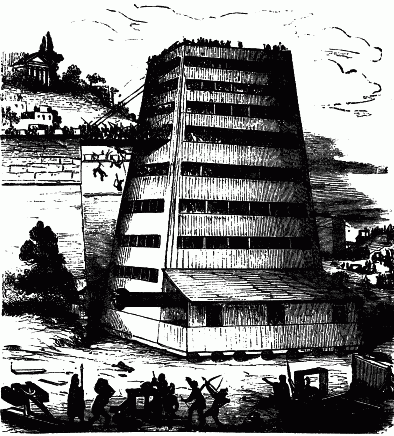
Tours de siège dans l’Antiquité romaine.

Selon Flavius Josèphe, les tours de siège romaines à Jotapata avaient 50 pieds de haut et étaient revêtues de fer pour les protéger contre le feu, on rapporte que celles de Massada  avaient 75 pieds de haut. Il était possible d'installer plusieurs engins sur les tours de siège, comme des pièces d’artillerie, des ponts-levis et des  béliers. Ceux qui étaient au sommet de la tour avaient pour tâche de repousser les défenseurs hors des murs tandis que ceux qui étaient au-dessous d'eux tentaient d'ouvrir une brèche dans le mur en utilisant des béliers. À partir de la même structure de base, les détails de la construction des tours de siège variaient d’un siège à l’autre et on ne connaît pas de traité, qui précise à quel niveau devait se situer l'équipement de siège. Végèce a noté que, «parfois les assiégeants construisaient une tour contenant à l'intérieur une autre tourelle qui pouvait être soulevée soudainement par des cordes et des poulies au-dessus des murs"

### Sapes
Des sapes pouvaient être creusées sous les murs pour entrer secrètement  dans la ville et la prendre, mais avait le plus souvent pour but d’affaiblir les murs de la ville. Une fois la sape creusée, les sapeurs étayaient les murs avec des pièces de bois avant de provoquer l'effondrement des fondations en incendiant les étais avec de la résine, du soufre et d'autres matières incendiaires.